# Альтенштайг
Альтенштайг (нім. Altensteig) — місто в Німеччині, знаходиться в землі Баден-Вюртемберг. Підпорядковується адміністративному округу Карлсруе. Входить до складу району Кальв.
Площа — 53,21 км2. Населення становить 10 781 ос. (станом на 31 грудня 2020).